# 美秋里 8-1000 (第二季)
《美秋里 8-1000 2 》（韓語：미추리 8-1000 시즌2）為韓國SBS於2019年推出的綜藝節目，由曾製作《Running Man》等節目的鄭哲民PD製作，而由劉在錫主持，金相浩、姜其永、孫淡妃、林秀香、宋江、張度練、梁世炯及每集邀請一位特殊嘉賓出演，8位嘉賓只知道是鄉村綜藝，以為「美秋里」是「美麗的秋天村莊」，殊不知其實一語雙關，在韓語可以解釋成另一種意思「追蹤神秘村莊」，節目全稱《美秋里 8-1000》的「8-1000」是8個人尋找1000萬的意思。節目設定在這個村莊的某處藏著1000萬韓元，嘉賓們需要去推理線索找到藏着1000萬韓元的地點，先找到且未被其他嘉賓檢舉的嘉賓即可一人獨享1000萬韓元。
2019年2月16日起每周六由愛奇藝台灣站跟播。

## 進行方式
1. 事前已由製作組聯繫所有成員抽球[註 1]，秘密決定一人請其藏好現金一千萬韓元。
2. 成員相見歡、行李檢查[註 2]、告知美秋里藏有現金一千萬韓元。
3. 成員煮飯/用餐、進行遊戲，過程中找尋一千萬韓元的提示線索。
4. 劉在錫解釋各提示的意義；若有成員成功破解線索而找到1000萬韓元，可直接帶走；若無人發現，則由藏錢的成員帶走1000萬韓元。

## 各集內容
| 集數 | 播放日期      | 嘉賓            | 藏1000萬者 | 藏1000萬處 | 發現者          | 結果                                                                                              |
| ---- | ------------- | --------------- | ---------- | ---------- | --------------- | ------------------------------------------------------------------------------------------------- |
| 1    | 2019年2月15日 | 全昭旻          | 金相浩     | 蟹壳中     | 孫淡妃、 姜其永 | 孫淡妃被全体成员投票成功找出，因此不能带走500万元。 姜其永未被全体成员投票找出，因此拿走500万元。 |
| 2    | 2019年2月22日 | 全昭旻          | 金相浩     | 蟹壳中     | 孫淡妃、 姜其永 | 孫淡妃被全体成员投票成功找出，因此不能带走500万元。 姜其永未被全体成员投票找出，因此拿走500万元。 |
| 3    | 2019年3月1日  | 妍雨 (MOMOLAND) | 梁世炯     | 豬布偶中   | 孫淡妃、 林秀香 | 孫淡妃和林秀香經過全員投票成功找出，因此兩人均不能帶走500萬元。                                   |
| 4    | 2019年3月8日  | 妍雨 (MOMOLAND) | 梁世炯     | 豬布偶中   | 孫淡妃、 林秀香 | 孫淡妃和林秀香經過全員投票成功找出，因此兩人均不能帶走500萬元。                                   |
| 5    | 2019年3月15日 | 孫娜恩 (Apink)  | 張度練     | 平床下方   | 姜其永          | 姜其永經過全員投票成功找出，1000萬元由姜其永外全員名字捐出。                                      |
| 6    | 2019年3月22日 | 孫娜恩 (Apink)  | 張度練     | 平床下方   | 姜其永          | 姜其永經過全員投票成功找出，1000萬元由姜其永外全員名字捐出。                                      |

## 收視率
以下紀錄《美秋里 8-1000 (第二季)》節目的收視率，紅色表示為該年度最高收視率，藍色則表示為該年度最低收視率。
| 集數 | 播出日期   | AGB全國收視率 | AGB全國收視率 |
| 集數 | 播出日期   | 1部           | 2部           |
| ---- | ---------- | ------------- | ------------- |
| 1    | 2019/02/15 | 3.4%          | 3.1%          |
| 2    | 2019/02/22 | 2.8%          | 2.7%          |
| 3    | 2019/03/01 | 2.8%          | 2.0%          |
| 4    | 2019/03/08 | 3.2%          | 2.3%          |
| 5    | 2019/03/15 | 2.5%          | 2.5%          |
| 6    | 2019/03/22 | 2.4%          | 2.1%          |

### 引見
1. ↑  . 韩娱汇. 2018-12-21  [2019-04-15]. （原始内容存档于2019-04-15） （中文）.
2. ↑  . 韩娱汇. 2019-02-08  [2019-04-15]. （原始内容存档于2019-04-15） （中文）.
3. ↑  . 韩娱汇. 2019-02-12  [2019-04-15]. （原始内容存档于2019-04-15） （中文）.
4. ↑  . sporbiz. 2019-02-16  [2019-02-16]. （原始内容存档于2019-02-16） （韩语）.
5. ↑  . SBS ENTER NEWS. 2019-02-14  [2019-02-16]. （原始内容存档于2019-02-16） （韩语）.
6. ↑  . 韩娱汇. 2019-02-16  [2019-04-15]. （原始内容存档于2019-04-15） （中文）.
7. ↑  . 韩娱汇. 2019-02-16  [2019-04-15]. （原始内容存档于2019-04-15） （中文）.
8. ↑   [每日收視數據表]. (AGB).   [2019-04-15]. （原始内容存档于2017-03-17） （韩语）.
9. ↑   [電視收視數據表] (Daum).   [2019-04-15]. （原始内容存档于2022-01-13） （韩语）.

## 外部連結
- 官方網站 （页面存档备份，存于）
- 美秋里 8-1000 2 NAVER